# Bajdżarachy

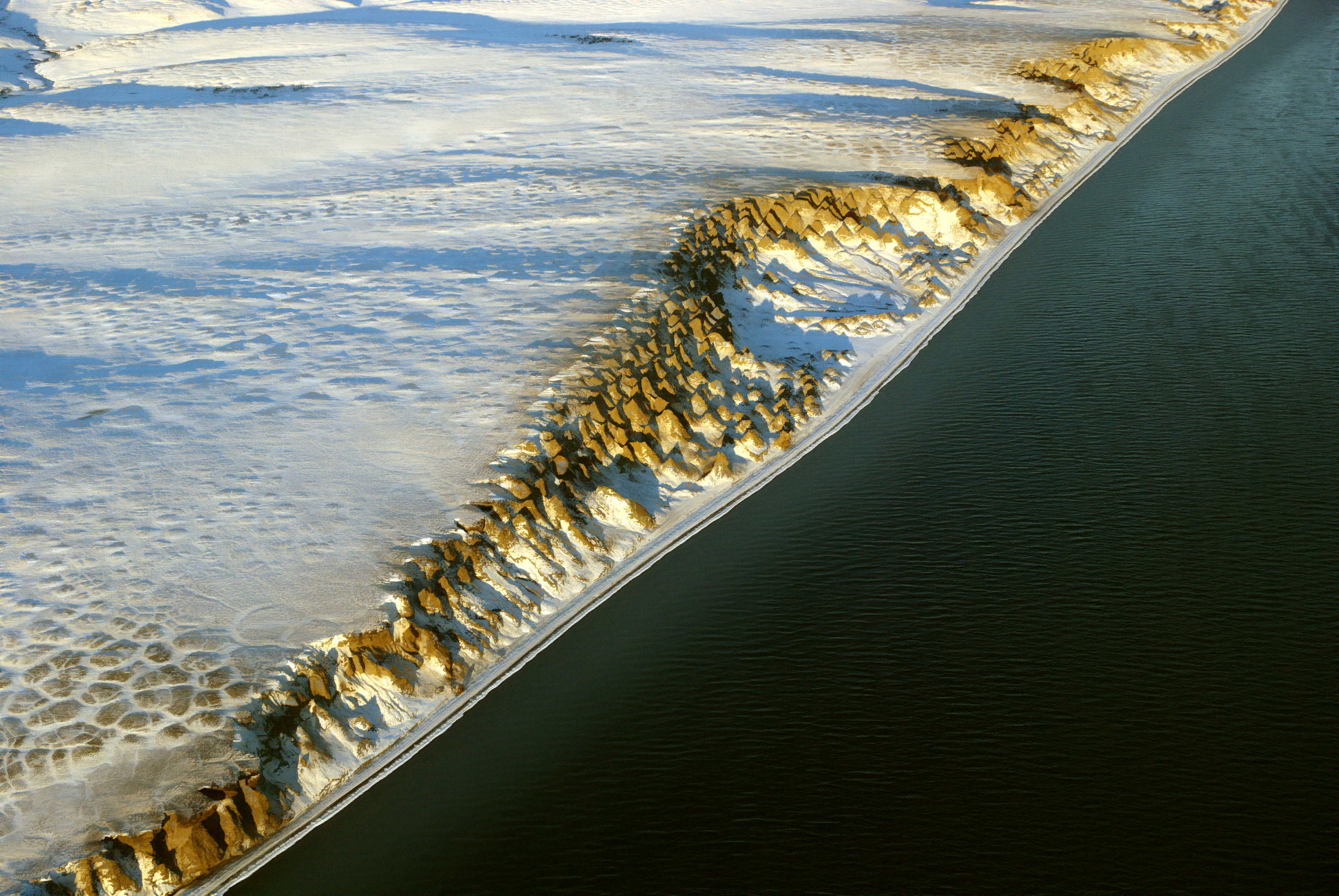
Gleby poligonalne i bajdżarachy na wybrzeżu wyspy Stołbowoj w archipelagu Wysp Nowosyberyjskich

Bajdżarachy – forma rzeźby termokrasowej typowa dla rejonu wiecznej zmarzliny, występująca w strefie peryglacjalnej. Bajdżarachy stanowią charakterystyczną formę degradacyjną - przejściową, umożliwiającą rozwinięcie się ałasu. Warunkiem ich powstania jest obecność dużych skupień lodu gruntowego w postaci żył, klinów lodowych przecinających powierzchnię marzłoci. Bajdżarachy formują się w gruncie ponad stropem marzłoci, w postaci pagórków otoczonych bruzdami. Zagłębienia (bruzdy) te powstają w lecie, w efekcie zaburzenia równowagi termicznej wierzchniej warstwy zmarzliny, w wyniku czego następuje przypowierzchniowe wytapianie się części żył, klinów lodowych i uformowanie przestrzeni, w którą zapada się nadległa warstwa niezamarzniętego gruntu. Im większe partie lodu zostaną wytopione, tym głębiej pogrążane będą partie gruntu, doprowadzając ostatecznie do rozpadu koncentrycznego bajdżarachów. W powstałym zagłębieniu kumuluje się woda przyspieszając cały proces a w efekcie końcowym inicjuje ona powstanie ałasu. Przyjmuje się, że ałas może mieć średnicę od 0,1 km do 15 km, natomiast głębokość od 3 m do 40 m.